# Стенли Шахтер
Стенли Шахтер (собственото име на английски, фамилията на немски: Stanley Schachter) е американски психолог.

## Научна дейност
Шахтер разработва когнитивна теория за емоциите, според която хората не могат да разграничат една емоция от друга, освен ако нямат някаква когнитивна насока за това, с какво се свързват чувствата им. Теорията на Шахтер е психобиологична теория за емоциите, утвърждавайки, че физиологичната възбуда не е достатъчна за предизвикване на емоция, а трябва да присъстват и когнициите. Другите му изследвания включват затлъстяването, тютюнопушенето, стреса, глада и потребността от принадлежност.

## Книги
- Schachter, S (1950) With Leon Festingerand K. Back. Social Pressures in Informal Groups. New York: Harpers.
- Schachter, S (1956) With L. Festinger and H. Riecken. When Prophecy Fails. Minneapolis: University of Minnesota Press.
- Schachter, S (1959) The Psychology of Affiliation. Stanford: Stanford University Press.
- Schachter, S (1971). Emotion, Obesity and Crime. New York: Academic.
- Schachter, S & Rodin, J (1974). Obese Humans and Rats. Hillsdale, N.J.: Erlbaum.
- Schachter, S (1951) Deviation, rejection and communication. J. Abnorm. Soc. Psychol. 46:190 – 207.
- Schachter, S (1962) With J. Singer. Cognitive, social and physiological determinants of emotional state. Psychol. Rev. 69:379 – 99.
- Schachter, S (1963) Birth order, eminence and higher education. Am. Sociol. Rev. 28:757 – 68.
- Schachter, S (1968). Obesity and eating. Science 161:751 – 56.
- Schachter, S (1971). Some extraordinary facts about obese humans and rats. Am. Psychol 26:129 – 44.
- Schachter, S (1977). Nicotine regulation in heavy and light smokers. J. Exp. Psychol 106:5 – 12.
- Schachter, S (1978). Pharmacological and psychological determinants of cigarette smoking. Ann. Intern. Med. 88:104 – 14.
- Schachter, S (1982). Recidivism and self-cure of smoking and obesity. Am. Psychol. 37:436 – 44.
- Schachter, S (1991) With Nicholas Christenfeld, B. Ravina, and F. R. Bilous. Speech disfluency and the structure of knowledge. J. Pers. Soc. Psychol. 60:362 – 67.